# Кетл-Ривер (город, Миннесота)
Кетл-Ри́вер (англ. Kettle River) — город в округе Карлтон, штат Миннесота, США. На площади 1 км² (1 км² — суша, водоёмов нет). Согласно переписи 2002 года, проживают 168 человек. Плотность населения составляет 168,5 чел./км².
- Телефонный код города — 218
- Почтовый индекс — 55757
- FIPS-код города — 27-32966[1]
- GNIS-идентификатор — 0646127[2]